# Jermaine Hue
Jermaine Hue (Morant Bay, Jamaica, 15 de junio de 1978) es un exfutbolista de Jamaica que jugaba en la posición de centrocampista.

## Carrera

### Club
| Periodo   | Club                | Apariciones | Goles |
| --------- | ------------------- | ----------- | ----- |
| 1994-2005 | Harbour View FC     | 104         | 23    |
| 2005-2006 | Kansas City Wizards | 5           | 0     |
| 2006      | Mjällby AIF         | 9           | 1     |
| 2007–2015 | Harbour View FC     | 78          | 10    |
| 2019-2020 | KidSuper Samba AC   | 3           | 0     |

### Selección nacional
Debutó con Jamaica el 14 de mayo de 2000 en la derrota por 0-1 ante Panamá en un partido amistoso en Montego Bay y su primer gol internacional lo anotó el 10 de noviembre de 2001 en la victoria por 6-0 sobre Islas Caimán en un partido amistoso en George Town. Su último partido internacional fue el 7 de junio de 2013 en la derrota por 1-2 ante Estados Unidos en Kingston, Jamaica por la clasificación de Concacaf para la Copa Mundial de Fútbol de 2014, logrando jugar 42 partidos internacionales y anotó 12 goles.
El 26 de septiembre de 2013 Jermaine Hue fue suspendido por nueve meses luego de dar positivo en un control antidopaje después de un partido de clasificación de Concacaf para la Copa Mundial de Fútbol de 2014 ante Honduras en junio.

## Logros

### Club
- Liga Premier Nacional de Jamaica (3): 2000, 2007, 2010
- Copa de Jamaica (2): 2001, 2002
- CFU Club Championship (2): 2004, 2007

### Selección nacional
- Copa del Caribe (1): 2005